# Global Laundromat
La Russian Laundromat était un projet visant à déplacer 20 à 80 milliards de dollars de la Russie de 2010 à 2014 grâce à un réseau de banques, dont beaucoup en Moldavie et en Lettonie,. The Guardian a signalé qu'environ 500 personnes étaient soupçonnées d'être impliquées, dont beaucoup étaient des riches russes. Le programme de blanchiment d'argent a été découvert par Global Laundromat, après une enquête. The New Yorker dit que cette opération était connue sous le nom de "The Rund Laundromat", "The Global Laundromat" ou "The Moldovan Scheme". The Herald a écrit que cette opération a été « pensée pour être le plus grand et le plus élaboré programme de blanchiment d'argent au monde ». 